# Награда Радомир Станић
Награда „Радомир Станић" се додељује поводом обележавања Дана заштите споменика културе. Пригодну свечаност сваке године 22. фебруара организују Министарство културе Републике Србије, Друштво конзерватора Србије и Републички завод за заштиту споменика. 
Награде су уручене:
- 2006 - Нађа Куровић-Фолић, архитекта и Вера Петровић-Лончарски, историчар уметности и Радомир Петровић, сликар
- 2007 - професор Др Мирослав Тимотијевић, за популаризацију културног наслеђа, археолог Зоран Симић, конзерватору у градском заводу за укупан рад на проучавању археолошких налазишта Београда, технолог Зоран Пекић, конзерватору у библиотеци Србије за укупан рад на заштити и конзервацији рукописа.